# Dynastie Trần
Pour les articles homonymes, voir Tran (homonyme).
1225–1400
Entités précédentes :
- Dynastie Lý

Entités suivantes :
- Dynastie Hồ

La dynastie Trần (Nhà Trần en vietnamien, chữ Hán: Trần Triều) fut une dynastie vietnamienne qui dirigea le pays (connu à l'époque sous le nom de Đại Việt) de 1225 à 1400.

## Histoire
La dynastie débuta lorsque le roi Trần Thái Tông monta sur le trône après avoir renversé la dynastie Lý et régna pendant 33 ans. Les Empereurs Trần sont au nombre de treize et leur règne dure 175 ans.
La dynastie Trần s'est montrée plus autoritaire que la dynastie précédente, celle des Lý : l'influence chinoise a continué à se faire sentir, avec une pression confucéenne plus forte que par le passé. En effet, c'est davantage le confucianisme  qui est mis en valeur plutôt que le bouddhisme, le pays connut une période d'essor dans de nombreux domaines.
La dynastie des Trân, comme celle des Ly, se développe fortement dans tous les secteurs (militaire, économique, culturel, artistique et architectural) et le bouddhisme devient la religion nationale. Durant cette période les bases du cadre juridique et éducatif sont mises en place. 
Les Trần connurent trois victoires contre les Mongols, la plus importante étant celle de la bataille du Bạch Đằng, remportée par le prince Trần Hưng Đạo en 1288. Les Trần ont conclu une alliance stratégique avec les Cham malgré leur antagonisme, ceci afin de lutter contre les Mongols. En 1307, ils parviennent à se faire céder Hué.
Le conflit avec les Cham se poursuivra cependant pendant tout le XIVe siècle.
La dynastie Trần se termine avec l'Empereur Trần Thiếu Đế, âgé de cinq ans et forcé d'abdiquer en faveur de son grand-père maternel, l'intrigant Hồ Quý Ly, fondateur de la petite dynastie Hồ composée seulement de deux empereurs et qui dura sept ans.

### Régime économique, social et politique sous les Trần
Les Trần qui succèdent aux Lý poursuivent leur œuvre d'unification et d'édification nationale jusqu'à la fin du XIVe siècle, pendant quatre cents ans, c'est-à-dire les 225 années des Lý et les 175 années des Trần. Toujours dans la lignée des achèvements des Lý, le régime se consolide progressivement.
La terre appartenait de droit au roi mais ce n'est pas l'État qui exploitait ces terres, elles étaient données en apanages et domaines à des membres de la famille royale, des Hauts dignitaires.
Elles étaient réparties en plusieurs catégories :
- terres d'État ;
- apanages et domaines ;
- terres communales ;
- terres privées.

## Liste des Trần
Les Empereurs Trần sont au nombre de 13 et totalisent (175 ans de règne)
- 1225-1258 : Trần Thái Tông († 1290) ; Fondateur de la dynastie Trần (33 ans de règne)
- 1258-1278 : Trần Thánh Tông, son fils ; 2e Empereur (20 ans de règne)
- 1278-1293 : Trần Nhân Tông, son fils, déposé ; 3e Empereur (15 ans de règne)
- 1293-1314 : Trần Anh Tông, son fils, abdique ; 4e Empereur (21 ans de règne)
- 1314-1329 : Trần Minh Tông, son fils, abdique ; 5e Empereur (15 ans de règne)
- 1329-1341 : Trần Hiến Tông, son fils ; 6e Empereur (12 ans de règne)
- 1341-1369 : Trần Dụ Tông, fils de Trần Minh Tông ; 7e Empereur (28 ans de règne)
- 1369-1370 : Dương Nhật Lễ, (usurpateur) ; (1 an de règne)
- 1370-1372 : Trần Nghệ Tông, fils de Trần Minh Tông, abdique et meurt en 1394 ;  8e Empereur (2 ans de règne)
- 1372-1377 : Trần Duệ Tông, son frère ;  9e Empereur (5 ans de règne)
- 1377-1388 : Trần Phế Đế, son fils, abdique ; 10e Empereur (11 ans de règne)
- 1388-1398 : Trần Thuận Tông, fils de Nghê Tông, abdique ; 11e Empereur (10 ans de règne)
- 1398-1400 : Trần Thiếu Đế son fils, abdique. 12e Empereur (2 ans de règne)

## Pour approfondir